# 大分県道50号安心院湯布院線
大分県道50号安心院湯布院線（おおいたけんどう50ごう あじむゆふいんせん）は、大分県宇佐市から由布市に至る県道（主要地方道）である。

## 概要
宇佐市安心院町木裳から由布市湯布院町川上に至る。
宇佐市から、県を代表する温泉地のひとつ湯布院へ至る南北約24 kmの路線。終点付近は急カーブと急勾配が続くが全線を通して走りやすい。冬期は路面凍結の恐れがあるので通行に注意を要する。また、由布市湯布院町の一部区間では、陸上自衛隊日出生台演習場の東側と接しており、自衛隊車両のキャタピラ走行によって道路が痛まないように、湯布院駐屯地までの区間において、由布市道を含め、コンクリート舗装が施されている。

### 路線データ
- 起点：大分県宇佐市安心院町木裳（国道500号交点）
- 終点：大分県由布市湯布院町川上（大分県道216号別府湯布院線交点、大分県道679号川上玖珠線起点）
- 総延長：約24 km

## 歴史
- 1993年（平成5年）5月11日 - 建設省から、県道津房木裳線の一部・県道安心院湯布院線が安心院湯布院線として主要地方道に指定される[1]。

## 路線状況

### 重複区間
- 両院広域農道（宇佐市安心院町鳥越）
- 大分県道679号川上玖珠線（宇佐市安心院町寒水 - 由布市湯布院町川上（終点））

## 地理

### 通過する自治体
- 宇佐市
- 由布市

### 交差する道路
| 交差する道路                                                     | 市町村名 | 交差する場所 | 交差する場所 |
| ---------------------------------------------------------------- | -------- | ------------ | ------------ |
| 国道500号                                                        | 宇佐市   | 安心院町木裳 | 起点         |
| 大分県道659号津房木裳線                                          | 宇佐市   | 安心院町龍王 |              |
| 大分県道617号鳥越湯布院線                                        | 宇佐市   | 安心院町鳥越 |              |
| 両院広域農道 / フルーツロード 重複区間起点                       | 宇佐市   | 安心院町鳥越 |              |
| 両院広域農道 / フルーツロード 重複区間終点                       | 宇佐市   | 安心院町鳥越 |              |
| 大分県道679号川上玖珠線 重複区間起点                             | 宇佐市   | 安心院町寒水 |              |
| 大分県道216号別府湯布院線 大分県道679号川上湯布院線 重複区間終点 | 由布市   | 湯布院町川上 | 終点         |

### 沿線
- 宇佐市立安心院中学校（宇佐市安心院町下毛）
- 宇佐市立安心院小学校（宇佐市安心院町木裳）
- 深見ダム（宇佐市安心院町寒水）
- 立石山（標高1,059 m）
- 福万山（標高1,236 m）
- 乙丸中央牧場（由布市湯布院町川北）
- 日出生台演習場